# Saint-Maur (Jura)
Saint-Maur ist eine französische Gemeinde im Département Jura in der Region Bourgogne-Franche-Comté. Sie gehört zum Arrondissement Lons-le-Saunier und zum Kanton Poligny.
Die Nachbargemeinden sind: Vernantois im Nordwesten, Revigny und Poids-de-Fiole im Osten sowie Alièze im Süden.

## Bevölkerungsentwicklung
| Jahr                       | 1962 | 1968 | 1975 | 1982 | 1990 | 1999 | 2008 | 2017 |
| -------------------------- | ---- | ---- | ---- | ---- | ---- | ---- | ---- | ---- |
| Einwohner                  | 161  | 168  | 137  | 194  | 194  | 168  | 195  | 233  |
| Quellen: Cassini und INSEE |      |      |      |      |      |      |      |      |

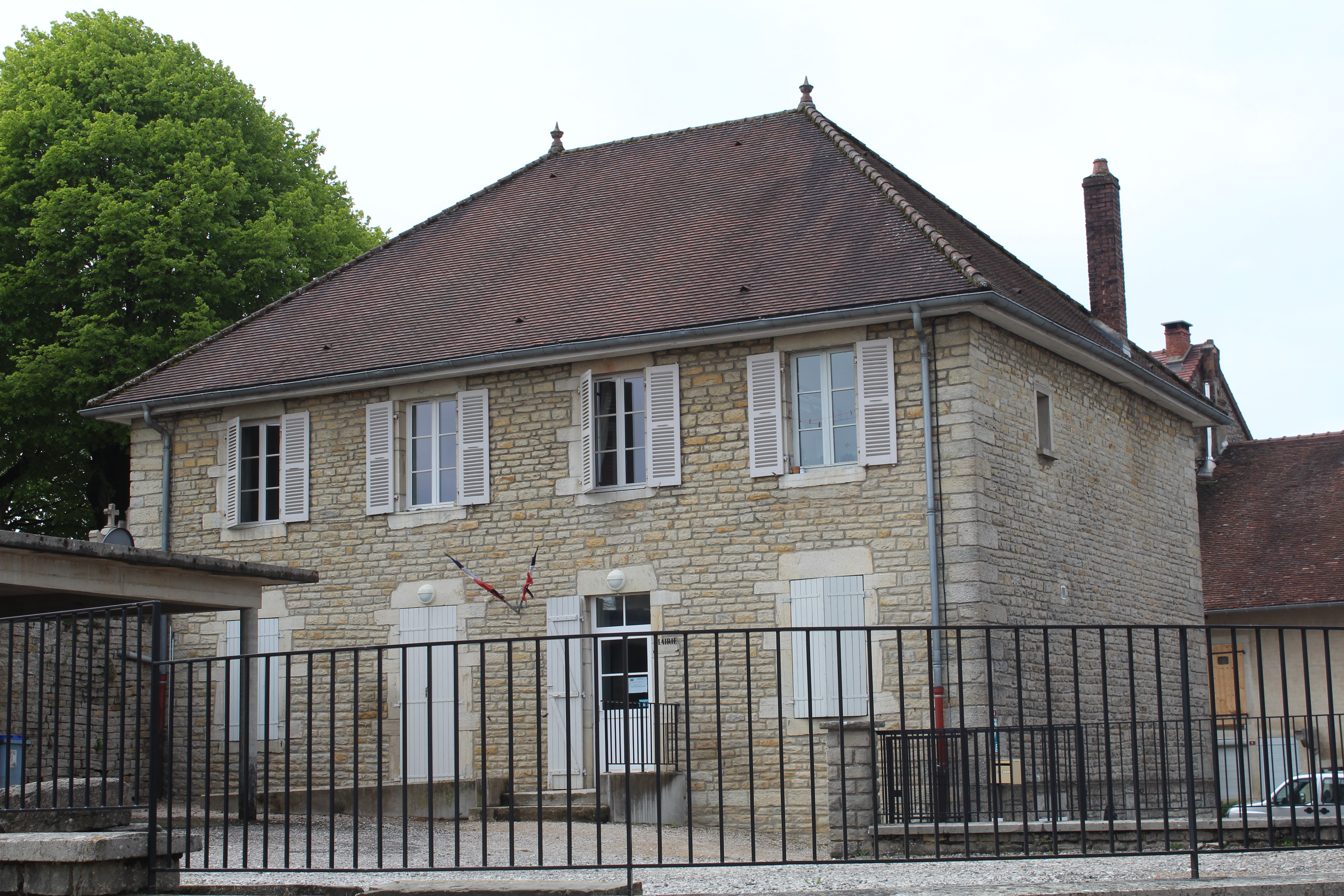
Mairie in Saint-Maur
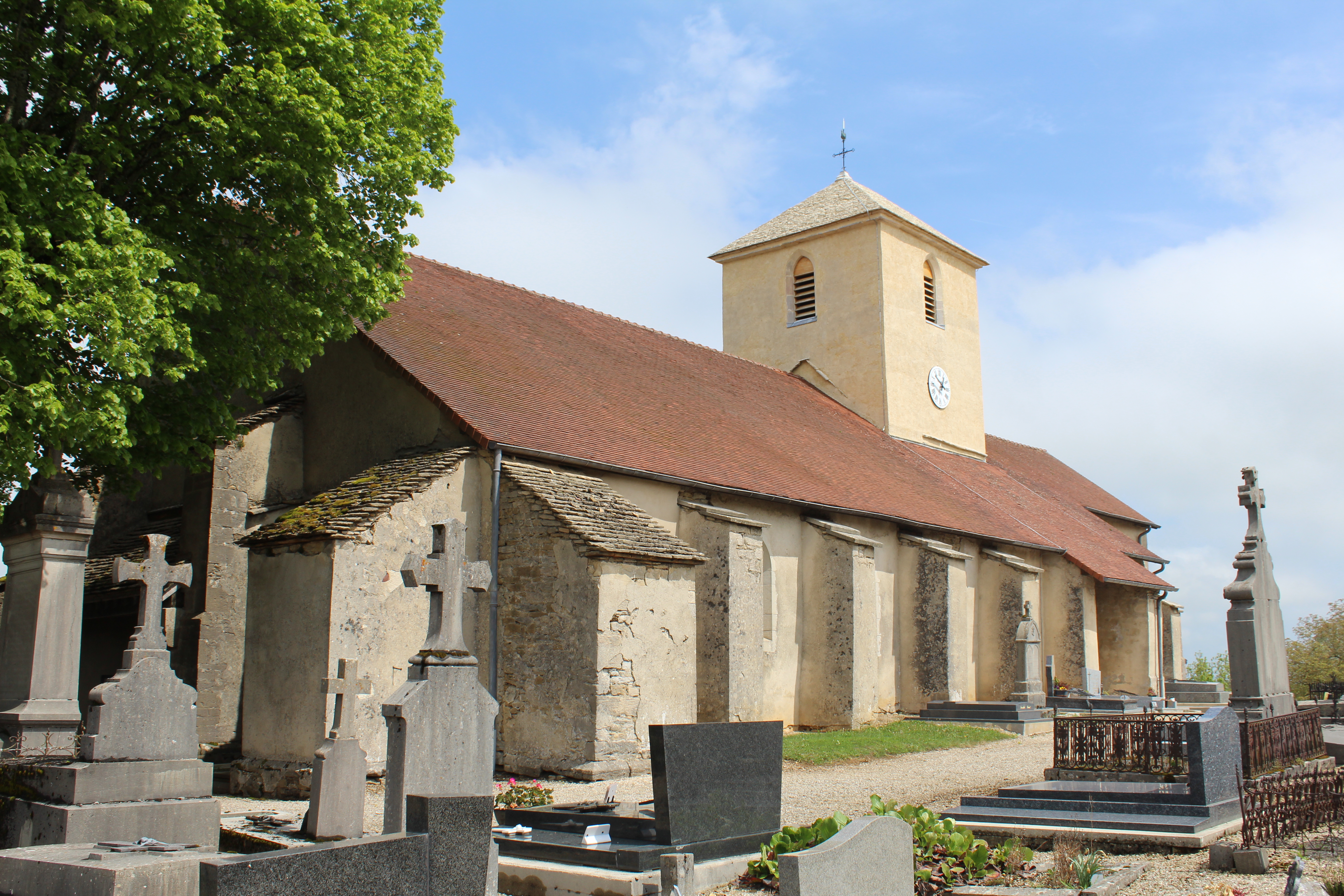
Kirche Saint-Maur